# 桑原文彦
桑原 文彦（くわばら ふみひこ、11月3日 - ）は、EDEN'S NOTES所属の日本のゲームシナリオライター。

## 人物
- 文化の日に生まれたので名前に「文」の字が入った。
- パラダイスノベルスの折り返しによれば、趣味はTRPGとシミュレーションゲーム。パラダイムノベルスの自己紹介では、旅行。

## 主な作品

### 小説

#### ノベライズ
- 僕は圭一（パラダイスノベルス）
- D.C.II 〜ダ・カーポII〜 風見学園演劇部1 ななか・小恋（パラダイムノベルス）
- D.C.II 〜ダ・カーポII〜 風見学園演劇部2 由夢・美夏（パラダイムノベルス）
- D.C.II 〜ダ・カーポII〜 風見学園演劇部3 音姫・杏（パラダイムノベルス）

### ゲーム作品

#### PCゲーム
- 教育実習 女子校生マニアックス（テトラテック）
- 僕は圭一 女雀師の悪戯（セグエラボラトリー）
- おねえちゃんビデオ（セグエラボラトリー）
- フーリガン（フロントウイング）
- セパレイトブルー（サヴァイブ）
- スイートレガシー 〜ボクと彼女のあま〜い関係〜（フロントウイング）
- ふたごえっち（ホチキス）
- プレゼンス（CLOCKUP）
- あののの。〜君と過ごしたあの日あの時あの未来〜（Spirit Speak）
- ときどきパクッちゃお!（XANADU）
- ぱ・ぴ・こ・ん 〜双子の娘はどうきゅうせい!?〜（Le.Chocolat）
- すくみず2 〜泳・げ・な・い〜（CIRCUS FETISH）
- CCホスピタル（Spirit Speak）
- おねがい♪ご主人さまっ!（abelia）
- 恋夏 〜れんげ〜（JOKER）
- エターナルファンタジー（CIRCUS NORTHERN）
- C.D.C.D.2 〜シーディーシーディー2〜（CIRCUS）
- D.C.II P.C. 〜ダ・カーポII〜 プラスコミュニケーション（CIRCUS NORTHERN）
- D.C.II Fall in Love 〜ダ・カーポII〜 フォーリンラブ（CIRCUS NORTHERN）
- なないろ航路（Journey）
- BLOODY ROUND (3rdEye)
- SuGirly Wish（HOOKSOFT）
- D.C.II Dearest Marriage 〜ダ・カーポII〜 ディアレストマリッジ（CIRCUS）
- D.C.III With You 〜ダ・カーポIII〜 ウィズユー（CIRCUS）
- D.C.III Dream Days 〜ダ・カーポIII〜 ドリームデイズ（CIRCUS）
- SPIRAL!!（Navel）
- SHUFFLE! エピソード2 神にも悪魔にも狙われている男（Navel）
- Princess×Princess（Navel）

#### コンシューマーゲーム
- となりのプリンセス ロルフィー（NECホームエレクトロニクス）
- カナリア 〜この想いを歌に乗せて〜（NECインターチャネル）
- トロと休日（ソニー・コンピュータエンタテインメント）
- フーリガン 〜君のなかの勇気〜（PCCW Japan）
- スイートレガシー 〜ボクと彼女の名もないお菓子〜（PCCW Japan）
- D.C.II P.S. 〜ダ・カーポII〜 プラスシチュエーション（角川書店）
- D.C.I&II P.S.P. 〜ダ・カーポI&II〜 プラスシチュエーションポータブル（角川書店）
- SuGirly Wish -Limited-（GN Software）